# Torskemund (Linaria)
 For alternative betydninger, se Torskemund. (Se også artikler, som begynder med Torskemund)
Torskemund (Linaria) er en slægt med ca. 100 arter, som har deres hovedudbredelsesområde omkring Middelhavet. Det er én- eller flerårige urter med hårløse, spinkle stængler, der er oprette, nedliggende, krybende eller hængende. Bladene er hele og kransstillede ved grunden, mens de er spredtstillede op ad stænglen. De er linje- til lancetformede eller runde og langstilkede. Blomsterne  er samlet i endestillede stande eller fra bladhjørnerne. Blomsten er uregelmæssig og 5-tallig med en tolappet overlæbe og en trelappet underlæbe. Desuden har hver blomst en tydelig spore (deraf det danske navn). Frugterne er kuglerunde kapsler med mange frø.
| Beskrevne arter |

- Almindelig torskemund (Linaria vulgaris)
- Alpetorskemund (Linaria alpina)
- Stribet torskemund (Linaria repens)

| Andre arter |

| - Linaria aeruginea - Linaria algarviana - Linaria amethystea - Linaria amoi - Linaria angustissima - Linaria anticaria - Linaria arenaria - Linaria arvensis - Linaria badalii - Linaria biebersteinii - Linaria bipartita - Linaria bipunctata - Linaria bungei - Linaria buriatica - Linaria caesia - Linaria capraria - Linaria cavanillesii - Linaria chalepensis - Linaria clementei - Linaria coutinhoi - Linaria cretacea - Linaria debilis - Linaria depauperata - Linaria diffusa - Linaria elegans - Linaria farsensis - Linaria faucicola - Linaria ficalhoana - Linaria filicaulis | - Linaria flava - Linaria genistifolia - Linaria glacialis - Linaria glauca - Linaria hellenica - Linaria heterophylla - Linaria hirta - Linaria huteri - Linaria incarnata - Linaria incompleta - Linaria japonica - Linaria kulabensis - Linaria lamarckii - Linaria latifolia - Linaria laxiflora - Linaria lilacina - Linaria loeselii - Linaria longicalcarata - Linaria macroura - Linaria maroccana - Linaria micrantha - Linaria microsepala - Linaria nevadensis - Linaria nigricans - Linaria nivea - Linaria oblongifolia - Linaria odora - Linaria oligantha - Linaria pedunculata | - Linaria pelisseriana - Linaria peloponnesiaca - Linaria pinifolia - Linaria platycalyx - Linaria propinqua - Linaria pseudolaxiflora - Linaria purpurea - Linaria reflexa - Linaria reticulata - Linaria ricardoi - Linaria sabulosa - Linaria sagittata - Linaria saturejoides - Linaria saxatilis - Linaria simplex - Linaria spartea - Linaria supina - Linaria thibetica - Linaria thymifolia - Linaria tonzigii - Linaria triornithophora - Linaria triphylla - Linaria tristis - Linaria uralensis - Linaria ventricosa - Linaria verticillata - Linaria viscosa - Linaria yunnanensis |

Note
1. ↑  Vær opmærksom på, at to andre slægter, nemlig Cymbalaria og Kickxia også kaldes "Torskemund" på dansk!